# Ildikó Jarcsek-Zamfirescu
Ildikó Jarcsek-Zamfirescu (* 3. Oktober 1944 in Timișoara, Königreich Rumänien; † 9. Januar 2019 in Timișoara) war eine rumänische Schauspielerin, Intendantin des Deutschen Staatstheaters Temeswar und Dozentin für Schauspiel und Sprecherziehung an der Fakultät für Theaterwissenschaft der West-Universität Temeswar.

## Leben und Wirken
Ildikó Jarcsek studierte Germanistik an der Banater West-Universität Timișoara und anschließend Schauspielkunst an der Nationaluniversität der Theater- und Filmkunst „Ion Luca Caragiale“ in Bukarest. 1970 debütierte sie als Schauspielerin am Theater in Botoșani in dem Stück „Herr Puntila und sein Knecht Matti“. 1973 kam sie an das Deutsche Staatstheater Temeswar, dessen Intendanz sie 1983 übernahm und bis 2001 innehatte.
Als Schauspielerin verkörperte sie die verschiedensten Charaktere: Amelia in „Bernarda Albas Haus“ von Federico García Lorca (1974), Minna in „Minna von Barnhelm“ von Gotthold Ephraim Lessing (1975), Eva in „Meister Jakob und seine Kinder“ von Hans Kehrer nach Adam Müller-Guttenbrunn (1977), Maria in „Was ihr wollt“ von William Shakespeare (1978), Chirița in „Chirița in der Provinz“ von Vasile Alecsandri (1984), Anna Fierling in „Mutter Courage und ihre Kinder“ von Bertolt Brecht (1988), Martha Rull in „Der zerbrochne Krug“ von Heinrich von Kleist (1992), Katharina in „Helden“ von George Bernard Shaw (1997), die Alte in „Sibirien“ von Felix Mitterer (2003), Semiramida in „Die Stühle“ von Eugène Ionesco (2005).
Die Stücke von Banater Dramatikern gehörten zu ihren Favoriten. Ein Höhepunkt ihrer Karriere war zweifellos ihr Auftreten an der Seite ihrer Schwester Ida Jarcsek-Gaza in Hans Kehrers Mundartstück „Zwei Schwestern“. Mit diesem Stück gingen die beiden Schwestern 1991 auf Deutschland-Tournee.
Ihre Intendanz fiel in die Zeit eines Publikums- und Schauspielerschwunds, der in den 1970er Jahren durch die Abwanderung der Banater Schwaben im Zuge des Freikaufs von Rumäniendeutschen ausgelöst wurde. So schrumpfte das Ensemble bis 1981 von 35 auf 14 Schauspieler. Auch ließ das Interesse des auf Ausreise wartenden Publikums am Theater nach, sodass die Theaterleitung neue Wege gehen musste. Zu Kassenmagneten wurden musikalische Abende wie „Musik unterm Tannenbaum“ oder die von Josef Jochum inszenierten Beiträge.
Als Regisseurin leitete Ildikó Jarcsek-Zamfirescu das Märchenspiel „Katzenhaus“ von Samuil Marschak (1988), Caragiales Lustspielklassiker „Herr Leonida und die Reaktion“ (1986), Unterhaltungsprogramme „Musik unterm Tannenbaum“ (1986), „Frühlingsrhythmen“ (1987). Sie spielte auch in rumänischen Filmen mit: als Barbara in Mircea Daneliucs Film „Das elfte Gebot“ oder als Köchin in Lucian Pintilies „Das Tal der Tränen“. Auch als Übersetzerin aus dem Rumänischen trat sie in Erscheinung: „Das Spiel vom Leben und Tod in der Aschewüste“ von Horia Lovinescu (1979), „Der Mann im Badezimmer“ von Mircea Radu Iacoban (1979), „Die Wirtschafterin“ von Alexandru Sever (1980), „Kinder und Eltern“ von Ion Băieșu (1985). Nach der politischen Wende war die Künstlerin mehrfach an Produktionen in Baden-Baden beteiligt: Sie führte Regie in den Stücken „Zwei Schwestern“ (1992), „Der verlorene Brief“ von Ion Luca Caragiale (1994) und in Gorkis „Nachtasyl“ (1996). Nach der Gründung der Fakultät für Theaterwissenschaft an der West-Universität Temeswar im Jahr 1992 betätigte sich Ildikó Jarcsek-Zamfirescu als Dozentin für Schauspiel und Sprecherziehung.
Als Schauspielerin verkörperte sie annähernd 100 Rollen, ebenso bestritt sie die Moderation zahlreicher Unterhaltungsprogramme und unzählige Rezitationsabende, die sie zum Teil auch in der damaligen DDR vorstellte. Im Jahr 2001 wurde Ildikó Jarcsek-Zamfirescu zur Aufgabe der Direktion gedrängt. Bei einer Ausschreibung für den Posten des Intendanten kandidierte sie nicht mehr. Alexandra Gandi-Ossau wurde ihre Nachfolgerin.

## Mitgliedschaften
- Theatervereinigung in Rumänien (UNITER)
- Thalia Germanica, Gesellschaft für die Erforschung der Geschichte des deutschsprachigen Theaters im Ausland[3]

## Auszeichnungen
- Stefan-Jäger-Medaille des Demokratischen Forums der Deutschen im Banat (2000)
- Pro Cultura Timisiensis, Preis des Kreisrats Timiș (2004)
- Excelenz-Diplom der Stadt Timișoara